# Braksa
Braksa  (in arabo لبراكسة‎?) è un centro abitato e comune rurale del Marocco situato nella provincia di Khouribga, regione di Béni Mellal-Khénifra. Conta una popolazione di 7 435 abitanti (censimento 2014).